# Beulah Koale

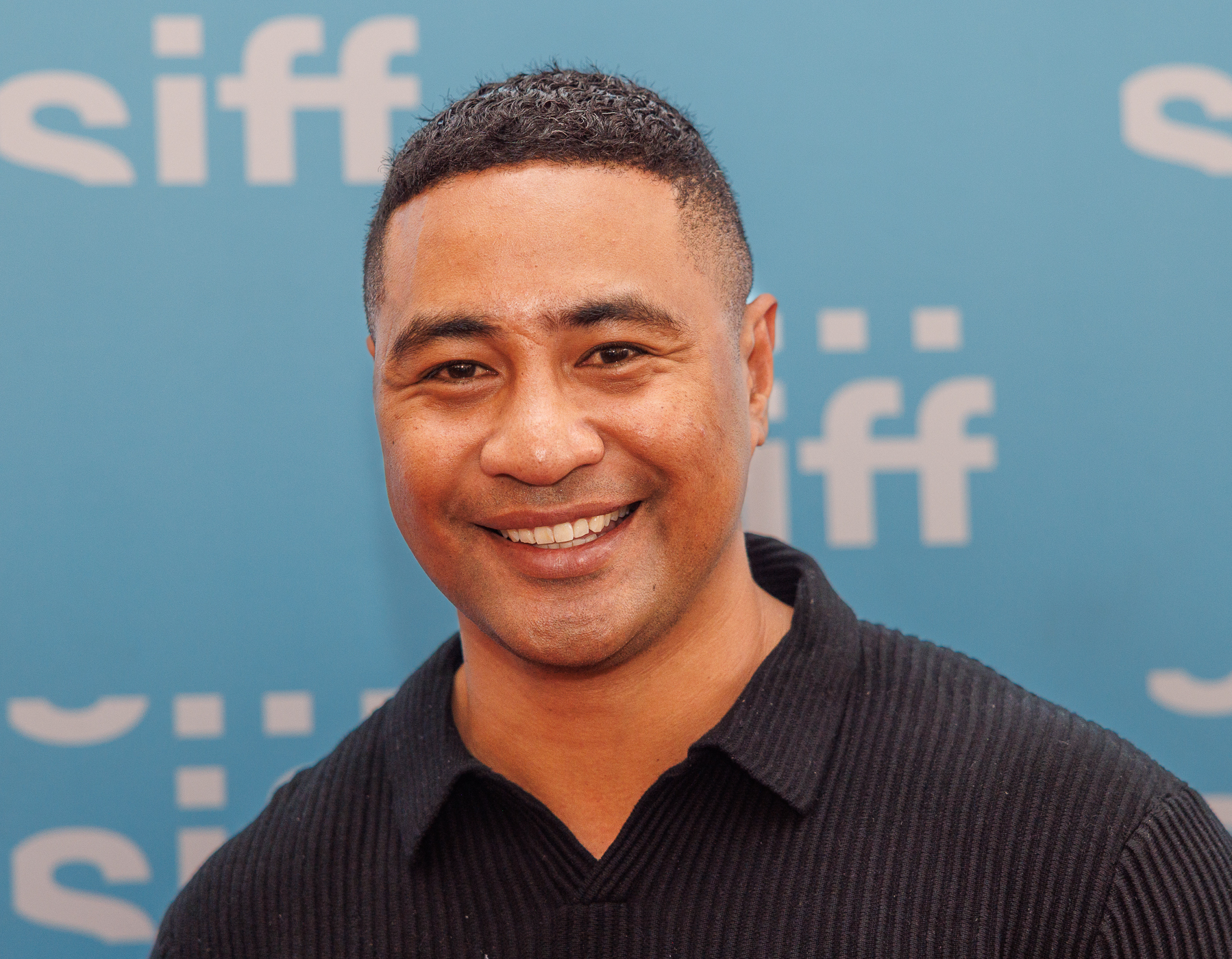
Koale beim Seattle International Film Festival 2025

Beulah Koale (* 26. Oktober 1992 in Auckland) ist ein neuseeländischer Schauspieler.

## Leben und Karriere
Koale, der samoanischer Abstammung ist, wuchs in Auckland auf, bevor er Anfang der 2010er an verschiedenen lokalen Theaterproduktionen mitwirkte. Kurze Zeit später folgten Auftritte in der neuseeländischen Seifenoper Shortland Street und der Serie Harry, die in Auckland spielt. Sein erster großer Spielfilm One Thousand Ropes, der auf der Berlinale 2017 gezeigt wurde, erschien 2016. Mit dem Film Thank You For Your Service aus dem Jahr 2017 feierte er sein Hollywood-Debüt. Im Juli 2017 wurde bekannt, dass Koale in einer Hauptrolle für die Serie Hawaii Five-0 gecastet wurde. In dieser spielte er bis 2020 den Ex-Navy-SEAL Junior Reigns. Im Jahr 2023 war Koale in der Verfilmung des Dokumentarfilms Next Goal Wins – Das Spiel ihres Lebens von Regisseur Taika Waititi zu sehen.
Im März 2017 brachte seine Partnerin, die er 2013 in Auckland kennenlernte, Zwillinge zur Welt. Im Februar 2019 heiratete das Paar.

## Filmografie
- 2012–2014: Shortland Street (Seifenoper)
- 2013: Harry (Fernsehserie, 3 Folgen)
- 2013: Fantail
- 2014: The Kick (Fernsehfilm)
- 2014: The Last Saint
- 2015–2016: Common Ground (Fernsehserie, 4 Episoden)
- 2016: The Cul De Sac (Fernsehserie, 6 Episoden)
- 2016: One Thousand Ropes
- 2017: Thank You For Your Service
- 2017–2020: Hawaii Five-0 (Fernsehserie, 68 Folgen)
- 2019: Enemy Within
- 2020: Magnum P.I. (Fernsehserie, Folge 2x12)
- 2020: Shadow in the Cloud
- 2021: The Panthers (Miniserie, 6 Folgen)
- 2022: Dual
- 2022: Navy CIS: Hawaiʻi (NCIS: Hawai’i, Fernsehserie, 2 Folgen)
- 2023: Next Goal Wins
- 2023: Bad Behavior
- 2024: Tinā
- 2025: Ash